# Edward Sklepowich
Edward Sklepowich (* 1943) ist ein US-amerikanischer Schriftsteller.

## Leben
Er studierte in New York Kunstgeschichte und Literatur. Sklepowich war dann in Kairo als Dozent tätig und lehrte an Universitäten in Italien.
Er lebt in Venedig und schreibt Kriminalromane, deren Handlung vor allem in seiner Wahlheimat Venedig spielt.

## Werke
- In Venedig weint man nicht, 1995
- Die dunklen Wasser von Venedig, 1997
- Die schwarze Brücke von Venedig, 1999
- Mord im Palazzo, 2000
- Tod in der Serenissima, 2001
- Venedig sehen und sterben, 2002
- Die letzte Gondel, 2003
- Sturm über der Lagune, 2007